# Força Escudo da Líbia
A Força Escudo da Líbia é uma organização armada formada em 2012 por ex-combatentes rebeldes anti-Gaddafi espalhados por toda a Líbia. O parlamento líbio atualmente designa a maior parte da Força Escudo da Líbia como "terrorista"; seus elementos foram identificados como ligados à Al-Qaeda já em 2012.
Desde o início da guerra civil líbia em 2014, a Força Escudo da Líbia tem sido associada com o lado fundamentalista islâmico.

## Ramos
As principais ramificações da Força Escudo da Líbia lutando pelos islamitas no atual conflito são:
- Escudo da Líbia 1, atualmente é parte do Conselho da Shura de Revolucionários de Benghazi que é designado como "terrorista" pelo Conselho dos Deputados;
- Escudo Ocidental, servindo ao Novo Congresso Geral Nacional. O Escudo Ocidental está envolvido em combates ao sul e oeste de Tripoli. Está ligado ao líder da Al-Qaeda Abd al-Muhsin Al-Libi,[3] também conhecido como Ibrahim Ali Abu Bakr ou Ibrahim Tantoush (para não ser confundido com Abu Anas al Libi).
- Escudo Central, servindo ao Novo Congresso Geral Nacional. O Escudo Central esteve fortemente envolvido na luta para capturar o Aeroporto Internacional de Tripoli.[4][5] Devido ao grande número de membros de Misrata, o Escudo Central é frequentemente identificado como brigadas de Misrata. Oficialmente designado como "terroristas" pelo Conselho dos Deputados líbio.